# Devizes
Devizes (engelskt uttal: [dɪˈvaɪzɪz]) är en stad och civil parish i grevskapet Wiltshire i södra England. Staden ligger i enhetskommunen Wiltshire, cirka 15 kilometer öster om Trowbridge och cirka 27,5 kilometer sydväst om Swindon. Tätorten (built-up area) hade 19 472 invånare vid folkräkningen år 2021.